# Општина Сађата (Бузау)
Сађата (рум. Săgeata) општина је у Румунији у округу Бузау.
Oпштина се налази на надморској висини од 66 m.